# Saigona capitata
Saigona capitata är en insektsart som först beskrevs av William Lucas Distant 1914.  Saigona capitata ingår i släktet Saigona och familjen Dictyopharidae. Inga underarter finns listade i Catalogue of Life.